# Симо, Огюстин
Огюстин Симо (фр. Augustine Simo; 18 сентября 1978, Бангангте, Камерун) — камерунский футболист, играл на позиции полузащитника.
Выступал, в частности, за клуб «Ксамакс», а также национальную сборную Камеруна, в составе которой был участником чемпионата мира 1998 года и двух розыгрышей Кубка африканских наций.

## Клубная карьера
Во взрослом футболе дебютировал в 1994 году выступлениями за команду клуба «ПВД Баменда», в которой провел один сезон. Впоследствии играл на родине за клуб «Егль Нконгссамба».
В 1995 году был приглашен в итальянский «Торино», в котором к основной команде не пробился. Поэтому за год перешел в швейцарский «Лугано», а ещё через год во французский «Сент-Этьен».
Своей игрой за последнюю команду привлек внимание представителей тренерского штаба клуба «Ксамакс», к составу которого присоединился в 1998 году. Сыграл за команду из Невшателя следующие пять сезонов своей игровой карьеры. Большинство времени, проведенного в составе «Ксамакса», был основным игроком команды.
В течение 2003—2007 годов защищал цвета швейцарского «Цюриха», «Арау» и «Урании» (Женева). В течение 2006—2007 годов на условиях аренды с играл в Израиле за «Хапоэль» (Петах-Тиква).

## Выступления за сборные
В 1995 году привлекался в состав молодёжной сборной Камеруна. В 1995 году дебютировал в официальных матчах в составе национальной сборной Камеруна. В течение карьеры в национальной команде, которая длилась 4 года, провел в форме главной команды страны 23 матча, забив 5 голов.
В составе сборной был участником чемпионата мира 1998 года во Франции, где принял участие в одной игре. Участник двух Кубков африканских наций: 1996 года в ЮАР и 1998 года в Буркина Фасо.

## Карьера тренера
Начал тренерскую карьеру сразу же по завершении карьеры игрока, в 2013 году, войдя в тренерский штаб швейцарского клуба «Этуаль Каруж».

## Ссылка
- Профиль на сайте FIFA.com (англ.)
- Профиль игрока и профиль тренера (англ.) на сайте Transfermarkt
- Профиль на сайте National Football Teams (англ.)